# Aleste (videojuego)
Aleste (アレスタ?) es un videojuego de tipo matamarcianos con scroll vertical desarrollado por la compañía japonesa Compile y publicado en 1988, originalmente para MSX. Es el primer título de la serie Aleste y tuvo posteriormente conversiones para otras plataformas como Master System, donde fue publicado con el título de Power Strike.
La versión original de Aleste se juega de forma similar al matamarcianos de Compile Zanac, ya que tiene un sistema de inteligencia artificial que incrementa la agresividad, variedad y número de enemigos. También comparte un sistema de power-ups del mismo tipo.